# Lauro Tatsuo Kubota
Lauro Tatsuo Kubota (20 de junho de 1964 – 04 de outubro de 2024) foi um pesquisador brasileiro, membro titular da Academia Brasileira de Ciências na área de Ciências Químicas desde 4 de maio de 2010. Foi professor do Instituto de Química da Unicamp, trabalhando na área de química analítica.
Foi condecorado com a Grã-Cruz da Ordem Nacional do Mérito Científico.